# ويلينغتون والتر نوغويرا
ويلينغتون والتر نوغويرا هو لاعب كرة قدم برازيلي في مركز الهجوم، ولد في 19 يناير 1994 في Boituva ‏ في البرازيل. لعب مع Oeste Futebol Clube ‏.

## وصلات خارجية
- ويلينغتون والتر نوغويرا على موقع قاعدة بيانات كرة القدم.إي يو (الإنجليزية)
- ويلينغتون والتر نوغويرا على موقع Soccerway.com (الإنجليزية)